# NGC 2914
NGC 2914 je galaksija u zviježđu Lavu.

## Vanjske poveznice
- SEDS: NGC 2914